# Стівен Джеймс
Стівен Джеймс Гендрі (англ. Stephen James Hendry; нар. 4 грудня 1990 року, Лондон, Англія) — британська модель, колишній професійний футболіст Молодіжної збірної Шотландії. Відомий великою кількістю тату, зйомками і показами для Calvin Klein, Diesel, Філіпа Плейна, Мадонни.